# St. Jakob und Leonhard (Abtei)

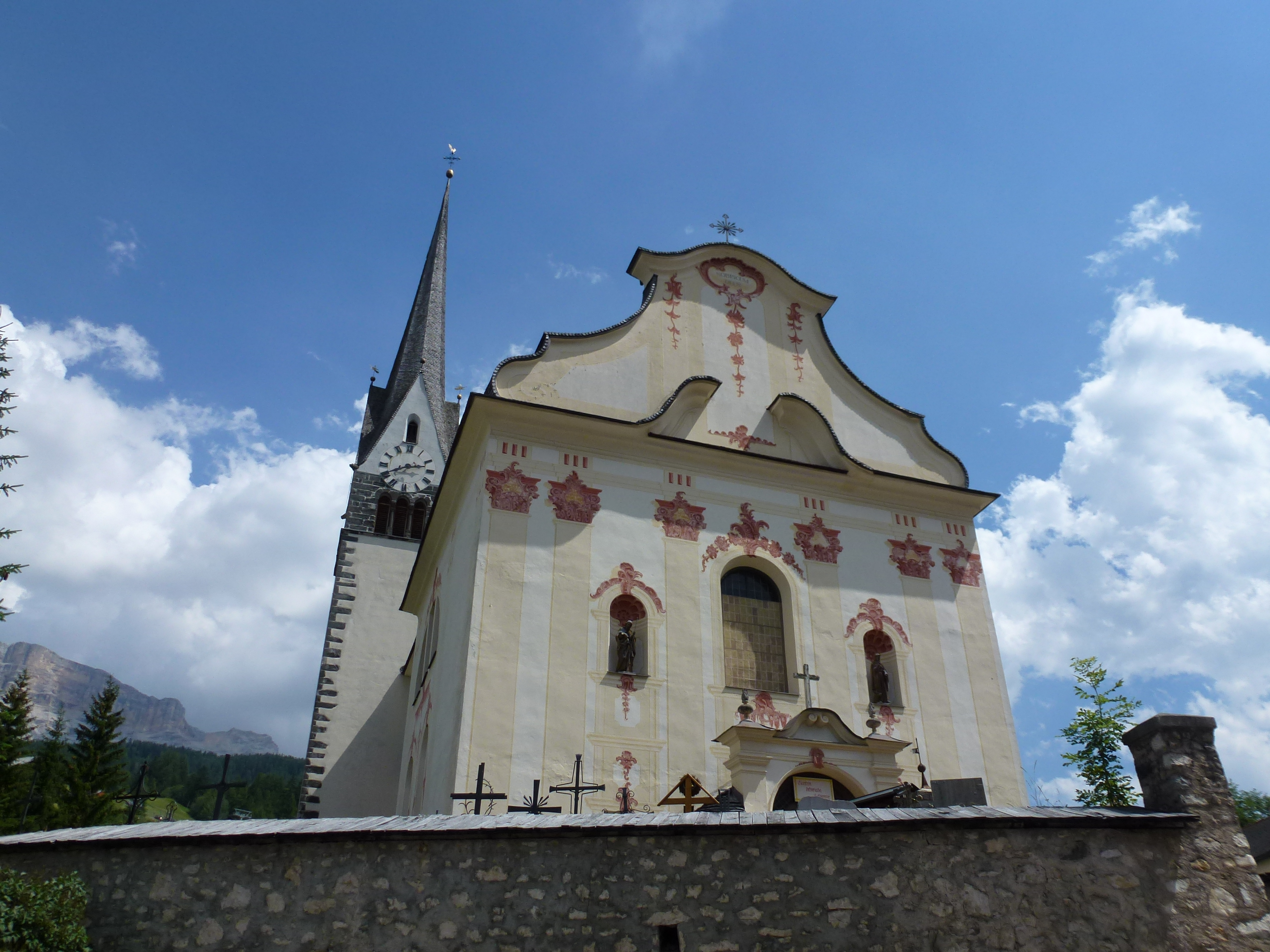
Fassade der Pfarrkirche

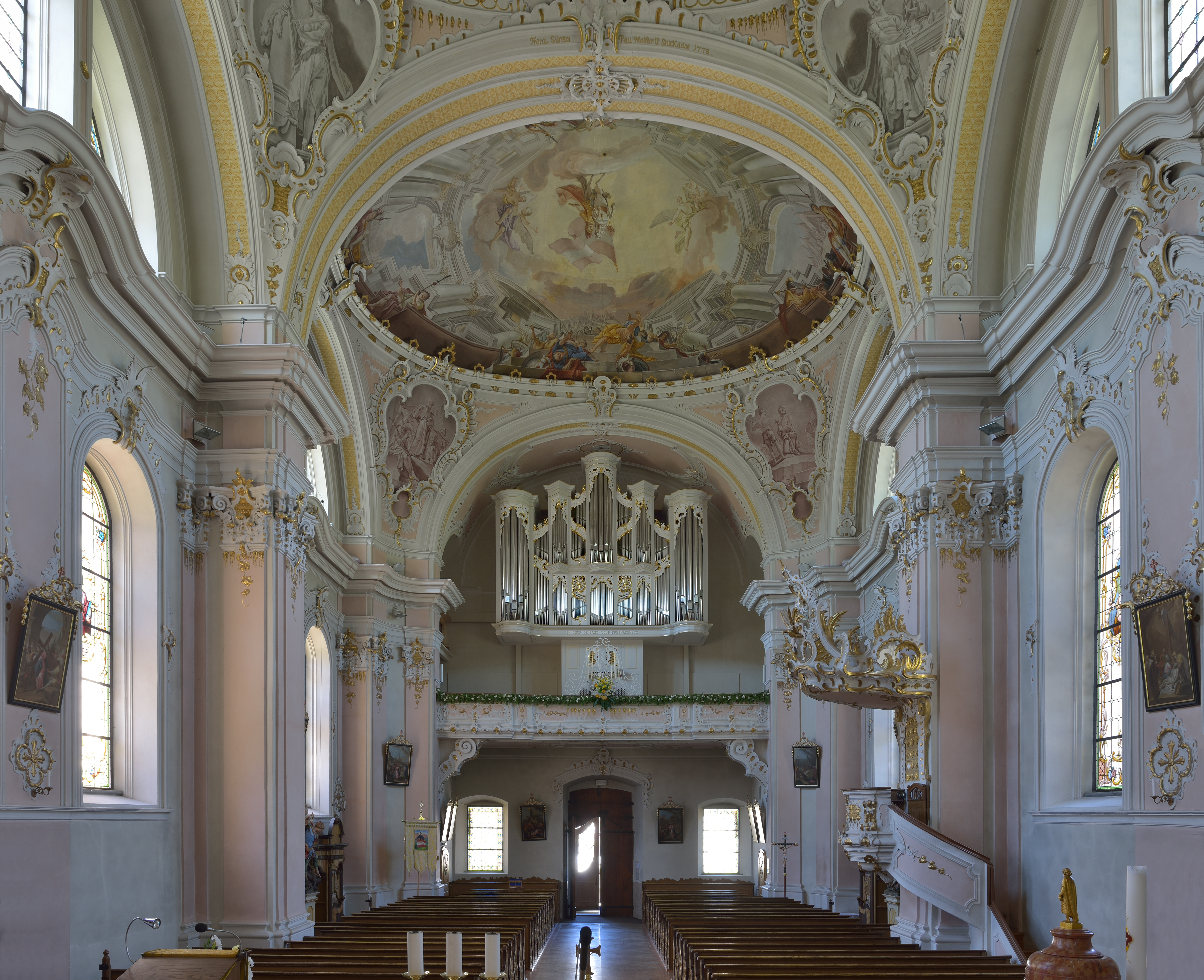
Innenraum der Pfarrkirche

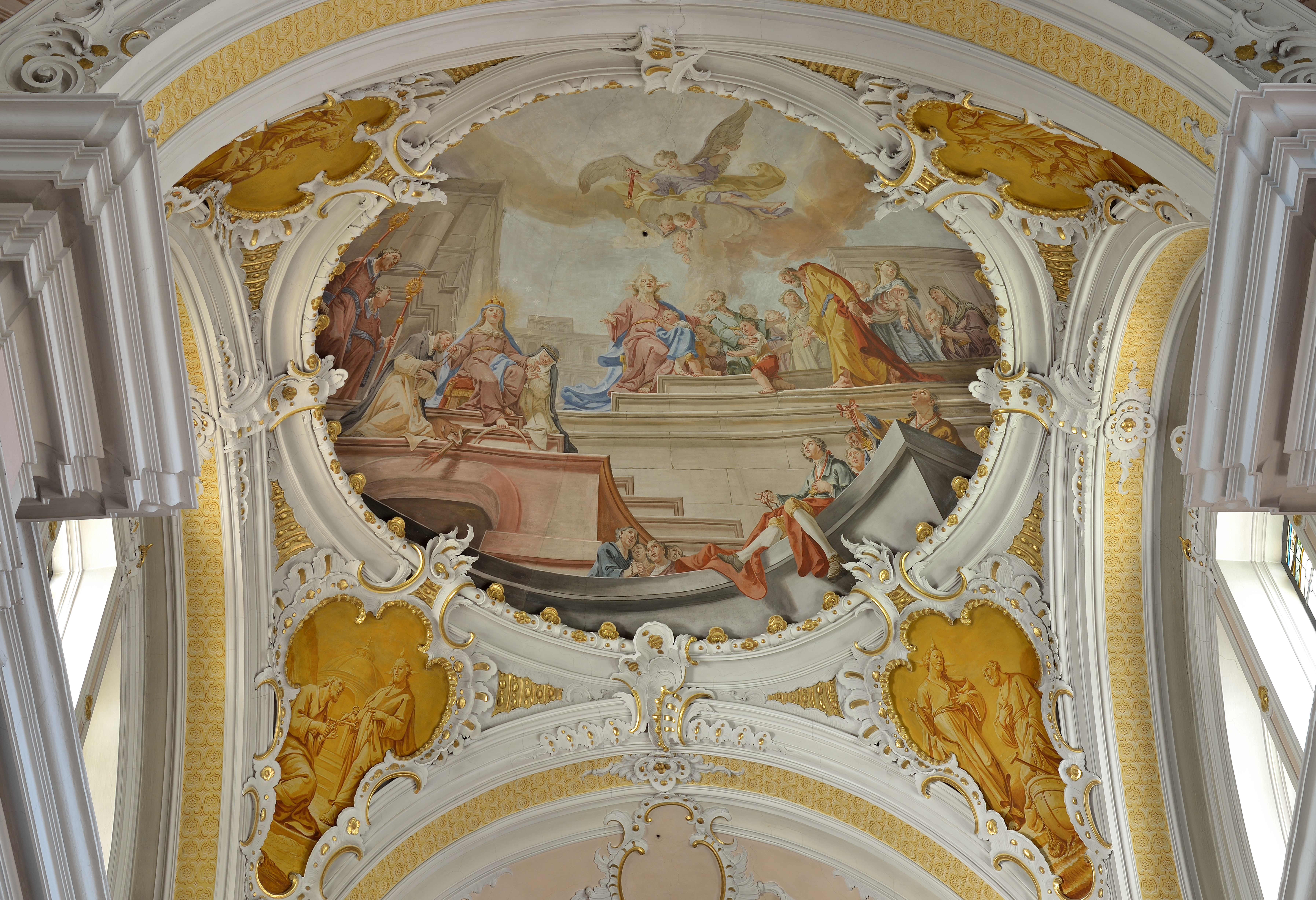
Deckenmalerei von Matthäus Günther

Die Pfarrkirche St. Jakob und Leonhard ist ein römisch-katholischer Sakralbau in der Gemeinde Abtei in Südtirol. Sie befindet sich im Ortsteil St. Leonhard (ladinisch San Linêrt) und ist dem Apostel Jakobus und dem heiligen Leonhard geweiht. Nach Karl Gruber zählt sie „zu den schönsten und edelsten barocken Kirchenbauten der Diözese“.

## Geschichte
Die heutige barocke Kirche wurde an der Stelle eines älteren, 1347 geweihten Sakralbaus errichtet, von dem lediglich der gotische Turm erhalten blieb. Sie entstand von 1776 bis 1778 und ist ein Werk des Baumeisters Franz Singer. Die Weihe wurde am 11. Juli 1782 von Bischof Joseph von Spaur vorgenommen. Um 1875 erfolgten Restaurierungsmaßnahmen.

## Baubeschreibung
Die Kirche ist ein großer zweijochiger Rechteckbau mit abgesetztem Chor. An der Stirnseite sind eine Sakristei und der seitlich versetzte, 52 m hohe Turm angebaut. Innen wie außen ist sie durch typische barocke Ornamente gekennzeichnet. Die Freskenausstattung stammt von Matthäus Günther.
Die Orgel wurde von Hendrik Ahrend erbaut.